# 永遠の詩 (漫画)
『永遠の詩』（とわのうた）は、佐木飛朗斗原作、上田ナツオ作画による日本の漫画作品。『週刊少年マガジン』（講談社）にて連載されていた。単行本は全6巻。

## あらすじ
突然横浜にでき、伝説となって消えた暴走族「第一期（豸へんに暴）バク慎」。バク慎が消滅した後に県下最強となった「壟呪巫慧髏（ル・シュ・フェル）」が解散を目前にして、消え去ったはずのバク慎が再び動き出す…。

## 登場人物

### 主人公と仲間たち
神咲 永遠（かんざき とわ）
主人公。幼さが残る顔立ちをしているが喧嘩が強く、優しさもあり、危険だとわかっていても自ら乗り込んでいく度胸を併せ持つ。愛車は兄稜人が乗っていたヤマハ・RZ（魂喰い（ソウルイーター））（2スト並列4気筒レーサーヤマハ・TZ750のシリンダーの半分を組み込んだ373cc）を受け継ぎ、次々に強敵を破っていく。そして、自然と永遠の周りには仲間が集まってくる。
流動 邂（るどう かい）
永遠の友人。壟呪巫慧髏が解散目前になったある日、一人で“初代”バク慎を名乗って喧嘩を売っていく。中学時代からギャング狩りをしており、その時に無限蛇の幹部をもめて半殺しにしたという。愛車はカワサキ・マッハ750SS（HII）。過去に永遠を刺したナイフをお守りとして所持している。
火群 玲二（ほのむら れいじ）
永遠の友人。火群荘一の弟。かつて存在した首都高最速の走り屋「狂死蝶」を一人で名乗る。その走りはポルシェすら抜き去る。しかし、喧嘩も強く、タイマンをすれば負け無しの「山手ヶ丘の裏」と呼ばれた。愛車は荘一の乗っていた日章カラーのカワサキ・Z1000MKII（玲二が絞りハンからセパハンに変更している）。兄に対してコンプレックスを抱いているが走りは認めている。
相本 聖虎（あいもと きよとら）
永遠の友人。極熾天の幹部だがメンバーになる前から壟呪巫慧髏を待ち伏せして壊滅させており、メンバーからは「黒熾天」と呼ばれた。最初、永遠と敵対するが次第に打ち解けて仲間になろうとする。しかし、メンバーから裏切り者として脱退のための掟である9人の橋（ナインブリッジ）を乗り越え、永遠たちと合流する。200kgの単車を片手で投げるほど怪力の持ち主である。愛車はバルタンテールのホンダ・CBX400F。
池上 忉太（いけがみ とうた）
永遠達のクラスメート。金髪で粋がっているが「高校デビュー」のため喧嘩は弱く、気が小さいが、玲二や永遠とよく行動を共にするため、様々な事件に巻き込まれる。愛車のホンダ・CBR400Fは、永遠たちが組み上げた。エンジンは聖虎が啓人にチューンを頼んだCBX400Fの予備エンジンを借りて積んでいる。物語初期は兄から借りたカワサキ・Z400GPに乗っていた。
澤宮・マイクル・デイビス（さわみや・マイクル・デイビス）
永遠の友人。レベリーンの弟。両親がアメリカ軍に属していることもあり、横須賀基地の居住地に住んでおり、13歳の時に永遠と知り合い、邂や玲二たちとも友人。単車には乗らないが「マシンの心が解かる」ほど天性のセンスと知識をもっている。愛慎高校に転校し、永遠たちと行動を共にする。マイキーと呼ばれる。
新見　光（にいみ　ひかり）
無免時代に永遠と峠で知り合った仲で、ヤンキーや族ではない純粋な走り屋。ガソリンスタンド「新見商事」の息子。永遠とはしばらく会っていなかったが、壟呪巫慧髏解散前夜に永遠を見つけ成り行きで仲間になる。愛車はスズキ・GSX-R400。よく忉太とマイキーとトリオ扱いされる。

### 暴走族

#### 第一期バク慎
正式名称は「愛慎高校統制親衛攻撃隊 無敵聖飛天 第一期バク慎」。愛慎高校の生徒だけで集め、「豸（けだもの）暴（あばれ）慎（つつしむ）」で横浜を席巻した暴走族だったが3年前に解散。
神咲 啓人（かんざき けいと）
第一期バク慎総長。永遠や稜人の兄。「狂い飛天」の異名を持ち、喧嘩が強く、走りは100km/h以上出ていたとしても簡単に抜き去る。現役時代は金髪のリーゼントをしていた。3年前に双子の弟の稜人が自分と間違えられて襲われた直後に事故で死んだことに信じられず、喪失感から族は解散し、自ら稜人になりきることで罪を償おうとしていたが祖父の一言で復活する。稜人の夢、喫茶店レベリーンと啓人の夢、KEI'sガレージを同時経営する。愛車は紫のドゥカティ・SS900。本来は稜人のために造ったが一度も乗らずに喫茶店レベリーン店内に飾られ眠っていた。現役時代の愛車はカワサキ・Z750FX（稜人の死後、自暴自棄になり鉄パイプで破壊した）。
神咲 稜人（かんざき りょうと）
狂死蝶のメンバー。啓人の双子の弟。バク慎の集会にもゲストとして参加していた。「高速悪魔」の異名を持ち、啓人に劣らない喧嘩の強さと自ら、「摩驚覇堕鉄麗（マッドバタフライ）狂蝶」を名乗って最速のバイク乗り。啓人が魂喰いに乗って事故で入院した夜に啓人のZ750FXに乗っていたため、啓人に間違われて襲われるが返り討ちにする。しかし、頭部に怪我をしたままバイクを運転して意識が朦朧の中で転倒し啓人の単車をかばい死亡する。愛車のRZ（魂喰い）は永遠が受け継ぐ。
火群 荘一（ほのむら そういち）
第一期バク慎メンバー。玲二の兄。喧嘩が強く、六代目極熾天を壊滅させたが解散後は街を出た。愛車のZ1000 MKIIは玲二が受け継いでいる。

#### 壟呪巫慧髏
正式名称は「全日本狂走連盟 無道帝王会 壟呪巫慧髏」。県下最大の暴走族で500人以上の構成員を持っているが、解散が間近に迫っている。
椚 政友（くぬぎ まさとも）
壟呪巫慧髏三代目会長。第一期バク慎のメンバーだったが解散後は壟呪巫慧髏を県下最強の暴走族に成長させていく。常に永遠たちの壁として立ちふさがるが、最後は敗れ去り、解散前日の解散を決めた。解散した後もその影響力は絶大で忉太たちが浜波工業の不良に絡まられた際に救出する。また、確執があった啓人とも和解し、見舞いなどに行っている。愛車はチンチラ張りのホンダ・ドリームCB750FOUR（K0）。
石渡 國房（いしわたり くにふさ）
壟呪巫慧髏三代目副会長。壟呪巫慧髏のためなら人を刺すことも躊躇わないが、喧嘩よりも謀略に長けている。政友を慕い、常に共におり、信頼は厚い。解散前夜に別働隊を率いて警察の目を本隊から切り離すことに成功するが、永遠たちの介入に快く思わず、終盤に政友勝利のために啓人を刺した。後に政友と共に見舞いに行って謝罪している。愛車はホンダ・ホークIII。

#### 極熾天
正式名称は「大日本暴走武闘集団 烈鬼烈悪 極熾天」。当初より壟呪巫慧髏とは敵対している。
乾 幸蔵（いぬい こうぞう）
極熾天七代目総長。後輩の聖虎を「キー坊」と呼んで弟のように可愛がっていたが、聖虎が永遠たちと行動を共にしたため敵対する。壟呪巫慧髏の解散前夜に片っ端から壟呪巫慧髏のメンバーを潰していく。解散後は県下最強の座を狙う。愛車は不明だが、過去にホンダCBX400Fを所有していて中坊時代の聖虎に貸したことがある。

#### 死蝶
正式名称は「湟驚覇堕鉄麗（デッドバタフライ） 横浜凶死蝶」。かつては首都高最速の「狂死蝶」という暴走族だったが、現在は公然と麻薬を売買するギャング系の族に成り下がっている。
毬倉 洋輝（まりくら ようき）
死蝶四代目頭。街の無法地帯と化した「DDD（ディープ・ドゥーブ・ドライブ）」を拠点とし、3年前まで愛慎高校に「聖なるニセ物（フェイク・オブ・セイント）」という麻薬をばらまいていたが、啓人たちがDDD狩りを行って壊滅させ、現在は無法地帯を中心に売買を行っている。洋輝自身も重度の麻薬常習者で警察からもマークされており、麻薬のやり過ぎで全身が痒くなる幻覚に襲われている。喧嘩は強く、周りが止めることすらできないぐらい徹底的に潰しに行く。永遠を啓人の弟だと知ると命を狙っていくがことごとく退けられた。最後は玲二とのタイマン中に落ちてきたシャンデリアの下敷きになる。愛車は二連装ライトにフレアライン塗装のヤマハ・ドラッグスター。国産車であるドラッグスターを「アメリカン」呼ばわりされることを非常に嫌っており、自ら「メイドインジャパンのチョッパー」と主張している。

#### 無限蛇（ウロボロス）
正式名称は「悪逆非道 無限蛇」。
時村 亜紀道（ときむら あきみち）
無限蛇の特攻爆撃一号機。美央の兄。壟呪巫慧髏の親衛隊として政友の信頼は厚いが、副会長の石渡とはソリが合わない。物語の冒頭で永遠と勝負して負けている。壟呪巫慧髏解散前夜に石渡の別働隊に属するが邪魔者と認識されて死蝶を追い回す。解散後に妹が拉致された時は永遠たちと救出している。愛車はブルーメタリック塗装のカワサキ・ニンジャZX-7R。
久堂（くどう）
無限蛇特攻爆撃二号機。金髪アイパーが特徴。亜紀道の妹である美央の前では照れる一面もある。

### 警察
坂巻（さかまき）
神奈川県警暴走族対策本部元町警察署暴走族特別警邏隊（第813交通機動隊）の警察官で、スズキ・カタナGSX1100Sの白バイを乗ることから「族斬り刀」の異名を持つ。執拗に暴走族を追い詰めていくが、白バイの夜間出動禁止命令を無視して壟呪巫慧髏解散前夜に検挙をしている最中、極熾天の襲撃を受けて乾に半殺しにされる。

### その他
美袋（みなぎ）
当初から暴走族全体に喧嘩を売り、重要な場に次々と介入していく。喧嘩が強く、永遠たちや凶死蝶の毬倉とも引けを取らない。中学まではおとなしい性格で目立たない存在だったがモトクロスをしていたことから単車の運転技術は高い。壟呪巫慧髏解散前夜にも介入するが凶死蝶のメンバーにバイクをぶつけられて転倒した。解散後はDDDのメンバーを次々に潰していき、もう少しというところで力尽きて雷電モーターサイクルに逃れた。元同級生の香織に好意を持つようになる。愛車はスズキ・GT380。
時村 美央（ときむら みお）
亜紀道の妹。朝比奈峠を攻めるバイク乗りで、「朝比奈の風の妖精」の異名を持つ。兄は峠を攻めることに快く思っていない。朝比奈峠を攻めている際、対抗車線のトラックに激突しそうになり、永遠に間一髪で助けられた。直後に修理に出した雷電モーターサイクルの鉄男から魂喰いの逸話を聞く。壟呪巫慧髏解散後にDDDに拉致されそうになるが永遠や亜紀道たちに救出される。愛車は片目アッパーカウルのホンダ・RVF。
香織（かおり）
女子高に通っている。下校途中に永遠が乗るカブと接触しそうになる。直後に空腹を訴える永遠をバーガーショップに誘うが毬倉ら凶死蝶のメンバーに襲われる。壟呪巫慧髏解散前夜、家に帰りそびれた途中で永遠に会う。駆け寄る永遠に美袋がバイクで突っ込む。解散後、単車に興味を持ち立ち寄った雷電モーターサイクルでDDDから帰ってきた美袋と再会する。
真彩（まーや）
どこか孤独を感じていて、夜の街で永遠と出会う。祐希と行動を共にすることが多く、壟呪巫慧髏解散前夜にも借りたカワサキ・Z400FXで祐希と2人乗りをしていたが抗争に巻き込まれる。
上条 祐希（かみじょう ゆうき）
魁や玲二、真彩とは中学時代からの付き合い。中学時代から火群荘一と付き合っていた。特に真彩と行動を共にすることが多い。壟呪巫慧髏解散後は魁と付き合う。
澤宮・レベリーン・デイビス（さわみや・レベリーン・デイビス）
マイクルの姉で、稜人の彼女。相思相愛であったが稜人の死後、皆の前に現れることはなかった。しかし、啓人が復活すると再び姿を現し、その後は喫茶店レベリーンを経営する。
伊吹 鉄男（いぶき てつお）
雷電モーターサイクルハウスの店長。暴走族事情に精通している。忉太のバイクもここで仕上げた。
神咲 雷蔵（かんざき らいぞう）
啓人、稜人、永遠の祖父。旧日本陸軍大尉で、夏の黙示録（サマーアポカリプス）と言われた戦場で敵でありながら味方とはぐれ、絨毯爆撃の中孤立していたアンクルサムを陸王で「加速ドリフト」を使い救出。後に稜人の死に苦しんでいる啓人を諌めて復活させる。
アンクルサム
本名はサミュエル・ベンスン。アメリカ軍の元軍曹で中学時代の永遠に会い、「アイスクリームマンレース」に挑む永遠に自分のバイクを貸し、偶然とはいえ「加速ドリフト」を使用した永遠を神咲雷蔵の孫であると確信する。愛車はスズキ・GT750（米国軍人ベースではスージーのウォーターバッファローと呼ばれている）。
ヴィニー
永遠とアイスクリームマンレースで勝負する。愛車はハーレーのショベルヘッド。旧車とはいえ、ターボチャージャー搭載、ブレーキ周りにはパフォーマンスマシンを使用している。

## 単行本
1. 第1巻 1998年5月15日刊行 ISBN 4-06-312550-5
2. 第2巻 1998年7月17日刊行 ISBN 4-06-312575-0
3. 第3巻 1998年9月17日刊行 ISBN 4-06-312597-1
4. 第4巻 1998年12月16日刊行 ISBN 4-06-312634-X
5. 第5巻 1999年2月17日刊行 ISBN 4-06-312657-9
6. 第6巻 1999年5月17日刊行 ISBN 4-06-312696-X